# Scarabaeus aeratus
Scarabaeus aeratus là một loài bọ cánh cứng trong họ Bọ hung (Scarabaeidae).